# ديفانتي رودني
ديفانتي رودني (بالإنجليزية: Devante Rodney)‏ هو لاعب كرة قدم بريطاني في مركز الهجوم، ولد في 19 مايو 1998 في مانشستر في المملكة المتحدة. لعب مع نادي هارتلبول يونايتد.

## وصلات خارجية
- ديفانتي رودني على موقع قاعدة بيانات كرة القدم.إي يو (الإنجليزية)
- ديفانتي رودني على موقع Soccerway.com (الإنجليزية)